# Mersin Büyükşehir Belediyespor
Mersin Büyükşehir Belediyespor is een sportclub opgericht in Mersin, de gelijknamige hoofdstad van de provincie Mersin, Turkije. De clubkleuren zijn oranje, wit en blauw. De club heeft meerdere actieve sporttakken, waarvan de meest bekende de basketbal- en voetbalafdelingen zijn.
Het vrouwenbasketbalteam van Mersin Büyükşehir Belediyespor is actief in de hoogste basketbaldivisies. Ook al waren de heren basketbalteam ook een lange periode actief in het hoogste divisie van het land, toch zijn ze na een aantal zwakke periodes gedegradeerd naar de derde divisie van het land. Het voetbalteam heeft ooit in de Türkiye Futbol Federasyonu 3. Lig, maar speelt nu in de Turkse Amateur Divisies.
Thuisbasis van de basketbalvereniging is de Edip Buran Spor Salonu. De zaal is in 2005 toen de heren van Mersin Büyükşehir Belediyespor promoveerden naar Türkiye Basketbol Ligi geopend voor gebruik in de TBL (en TBBL). Er kunnen 1700 toeschouwers in deze zaal. Indien er sprake is van een belangrijkere wedstrijd spelen de club in een ietwat multifunctionele stadion genaamd Servet Tazegül Arena, dat een totaal capaciteit heeft van 7.500 zitplaatsen.